# C'est arrivé demain
Cet article concerne le film de 1944 par René Clair. Pour le film de 1979 par Nicholas Meyer, voir C'était demain.
Pour plus de détails, voir Fiche technique et Distribution.
C'est arrivé demain (It Happened Tomorrow) est un film américain de René Clair réalisé en 1944 à Hollywood.

## Synopsis
À l'occasion de ses noces d'or, un homme vieillissant se remémore les faits incroyables qui lui arrivèrent, à l'époque où il rencontra sa femme et désirait devenir un journaliste célèbre. Tout commença — « flash back » — lorsqu'il fit le vœu, après avoir bu quelques verres avec ses collègues, de pouvoir connaître les événements avant qu'ils ne surviennent… « Oui oui, c'est possible », lui dit le vieil archiviste. À son réveil le journaliste découvre que le journal qu'il a en poche n'est pas celui du jour, mais celui du lendemain…

## Fiche technique
- Titre français : C'est arrivé demain
- Titre original : It Happened Tomorrow
- Scénario et dialogue : René Clair, Dudley Nichols et Hélène Fraenkel, d'après une pièce de théâtre de Lord Dunsany et une histoire de Hugh Wedlock Jr., Lewis R. Foster, Howard Snyder.
- Musique : Robert Stolz
- Photographie : Eugen Schüfftan, Archie Stout
- Montage : Fred Pressburger
- Direction artistique : Ernö Metzner
- Décors de plateau : Emile Kuri
- Costumes : René Hubert et Sam Benson (non crédité)
- Son : William Lynch
- Production : Arnold Pressburger, Theo. W. Baumfeld (producteur associé)
- Société de production : Arnold Pressburger Films
- Société de distribution : United Artists
- Payse production :  États-Unis
- Genre : comédie fantastique
- Format : noir et blanc — son mono (Western Electric Mirrophonic Recording)
- Durée : 85 minutes
- Dates de sortie :
  - États-Unis : 28 mai 1944
  - France : 19 septembre 1945

## Distribution
- Dick Powell  (VF : Michel Gudin) : Lawrence Stevens, dit Larry
- Linda Darnell  (VF : Claude Daltys) : Sylvia Smith
- Jack Oakie  (VF : Fernand Rauzena) : Oscar Smith / Cigolini, l'oncle de Sylvia
- Edgar Kennedy (VF : Jacques Berlioz) : l'inspecteur Mulrooney
- Edward Brophy : Jake Shomberg
- George Cleveland  (VF : Jean Gaudray) : M. Gordon
- Sig Ruman : M. Beckstein
- Emma Dunn : Mme Keaver
- Earle Hodgins : l'homme à la montre
- Snub Pollard : un homme sur le pont / un homme à la course de chevaux
- John Philliber  (VF : Albert Montigny) : Papa Benson
- George Chandler  (VF : Guy Sloux) : Bob
- Eddie Acuff (VF : Jean-Henri Chambois) : Jim

Acteurs non crédités
- Luis Alberni : le propriétaire du restaurant
- Davison Clark : Mac
- Jimmy Conlin : un homme à la pension de famille
- Robert Homans : Mulcahey
- Robert Emmett Keane : un régisseur

## À noter
- René Clair reprend un scénario que tenta de réaliser Frank Capra, ce qui explique l'ambiance du film « à la Capra ». C'est d'abord à Cary Grant que René Clair destinait le rôle principal.
- La période hollywoodienne de René Clair compte trois autres longs métrages : 
  - La Belle ensorceleuse avec Marlène Dietrich en 1940,
  - Ma femme est une sorcière avec Veronica Lake en 1942,
  - puis en 1945, Dix Petits Indiens adaptation du roman presque éponyme d'Agatha Christie.
  - On peut y ajouter en 1941 un sketch, 1897, pour Forever and a Day.
- La série Demain à la une est dérivée de ce film : un homme reçoit chaque matin le journal du lendemain sur son paillasson, apporté par un mystérieux chat.